# Yo te daré
«Yo te daré» es el tercer sencillo de Chenoa, extraído de su disco homónimo Chenoa, el videoclip muestra la trama de la canción, es decir, a una pareja en la cual el hombre está desilusionado y la mujer, en este caso Chenoa, intenta restituir su confianza.

## Repercusión
Tuvo un moderado éxito en España ya que el disco no podía dar más de sí al haber arrasado con los otros dos singles, aun así contribuyó a la permanencia del disco en la lista afyve.
| Canción    | Pos.España |
| Yo te daré | #18        |
| ---------- | ---------- |

## Información adicional sencillo
-Letra
-Videoclip
- Datos: Q6170146